# Minh Thông
Minh Thông (tên thật là Hồ Văn Thông) sinh năm 1982 tại xã Quỳnh Minh, huyện Quỳnh Lưu, tỉnh Nghệ An, là diễn viên ca kịch truyền thống Việt Nam, được phong tặng Nghệ sĩ ưu tú năm 2023. Hiện anh là diễn viên đoàn Dân ca Ví Giặm, Trung tâm Nghệ thuật truyền thống tỉnh Nghệ An.

## Sự nghiệp
Năm 2002, Minh Thông trúng tuyển vào Khoa Dân ca - Thanh nhạc Trường Trung cấp Văn hóa nghệ thuật Nghệ An. Trong thời gian này, Minh Thông được học với các nghệ sĩ tiền bối của dân ca Ví, Giặm xứ Nghệ như Tiến Dũng, Hồng Lựu, Lệ Thanh… 
Năm 2005, Minh Thông về công tác tại Đoàn Dân ca Nghệ An, nay là Trung tâm Nghệ thuật truyền thống tỉnh Nghệ An.
Minh Thông gắn bó với các vai diễn chính luận, chuyên vào vai các danh nhân, chí sĩ yêu nước, nhà cách mạng kiên trung bởi khả năng diễn xuất tốt, giọng hát đầm ấm, ngọt ngào, âm sắc rõ trong và khuôn hình sáng sân khấu.

## Giải thưởng
- Năm 2018, đoạt Huy chương Vàng tại Liên hoan Tuồng và Dân ca kịch toàn quốc.
- Năm 2019, đoạt Huy chương Vàng tại Liên hoan Tuồng và Dân ca kịch toàn quốc.